# بوصير قبائلي
البوصير القبائلي (باللاتينية: Verbascum kabylianum) نوع نباتي يتبع جنس البوصير من الفصيلة الغدبية.

## الموئل والانتشار
موطنه المغرب العربي.